# إليانور هارفي
إليانور هارفي هي مبارزة بالسيف كندية، ولدت في 14 يناير 1995 في هاميلتون في كندا.

## وصلات خارجية
- إليانور هارفي على موقع الاتحاد الدولي للمبارزة (الإنجليزية)
- إليانور هارفي على موقع اللجنة الأولمبية الدولية (الإنجليزية)
- إليانور هارفي على موقع أوليمبيديا (الإنجليزية)
- إليانور هارفي على موقع اللجنة الأولمبية الكندية (الإنجليزية)